# Jordan Thompson (voleibolista)
Jordan Mackenzie Thompson (Edina, 5 de maio de 1997) é uma voleibolista estadunidense que atua nas posições de oposta e ponteira.

## Carreira
Thompson integrou a equipe da Seleção dos Estados Unidos de Voleibol Feminino nos Jogos Olímpicos de Verão de 2020 em Tóquio, quando conquistou a medalha de ouro após derrotar a equipe brasileira na final por 3 sets a zero.